# 평택 임씨
평택 임씨(平澤 林氏)는 경기도 평택시를 본관으로 하는 한국의 성씨이다.

## 역사
평택 임씨는 고려 말 평성부원군(平城府院君) 임언수(林彦脩)를 기세조로 하는 「충정공계(忠貞公系)」와 고려 말 세자전객령(世子典客令) 겸 연희궁부사(延禧宮副使)를 지낸 임세춘(林世春)을 기세조로 하는 「전객령계(典客令系)」의 두 계통이 있다. 조선시대 문과 급제자 20명을 배출하였다.

### 충정공계
기세조 임언수(林彦修)는 아들인 임견미(林堅味)가 고려 말 문하시중(門下侍中)에 오르는 등 귀한 신분이 되자 평성부원군(平城府院君)으로 봉해졌다. 혹칭 팽성 임씨(彭城 林氏)라고도 한다.
임견미의 형인 임성미(林成味)의 6세손 임형수(林亨秀)는 1535년(중종 30) 문과에 급제하여 부제학에 올랐으나, 을사사화가 일어나자 제주목사로 좌천되었다가 파직되었다.

### 전객령계
기세조 임세춘(林世春)이 고려 말 세자전객령(世子典客令) 겸 연희궁부사(延禧宮副使)를 지냈다. 그의 증손 임정(林整)은 조선 태종조에 형조 판서에 이르렀다. 시호는 공혜(恭惠)이다. 혹칭 평성 임씨(平城 林氏)라 한다. 평성(平城)은 평택(平澤)의 별호이다.
임정(林整)의 7대손인 임경업(林慶業)은 1624년(인조 1) 이괄의 난을 진압하여 진무원종공신(振武原從功臣)에 녹훈되고 정묘호란 이후 친명배청(親明排淸) 무장(武將)으로 활약하였다. 시호는 충민(忠愍)이다.

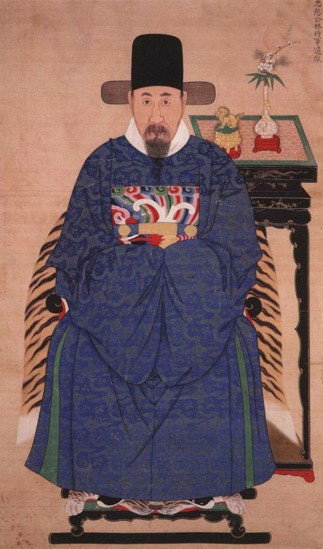
임경업

## 항렬자
- 전객령공파

| 21세   | 22세     | 23세          | 24세              | 25세          | 26세              | 27세          | 28세              | 29세          | 30세              | 31세          | 32세              | 33세          |
| ------ | -------- | ------------- | ----------------- | ------------- | ----------------- | ------------- | ----------------- | ------------- | ----------------- | ------------- | ----------------- | ------------- |
| 순(淳) | 口식(植) | 병(炳) 희(熙) | 口규(奎) 口규(圭) | 종(鍾) 석(錫) | 口호(浩) 口수(洙) | 동(東) 상(相) | 口섭(燮) 口열(烈) | 배(培) 경(坰) | 口진(鎭) 口호(鎬) | 태(泰) 철(澈) | 口모(模) 口근(根) | 형(炯) 경(炅) |

## 집성촌
- 광주광역시 광산구 등임동
- 전라남도 곡성군 고달면
- 전라남도 나주시
- 전라남도 담양군
- 전북특별자치도 순창군
- 충청남도 부여군
- 충청남도 아산시
- 경상북도 김천시 남면 옥산리
- 경상북도 문경시 공평동 임촌
- 경상북도 청도군
- 경상남도 거창군 북상면 갈계리

## 인구
- 1985년 46,670가구 194,550명
- 2000년 65,015가구 210,089명
- 2015년 225,872명

## 같이 보기
- 조양 임씨
- 부안 임씨
- 전주 임씨